# Orgens
Orgens é uma povoação portuguesa sede da Freguesia de Orgens do Município de Viseu, freguesia com 10,53 km² de área e 3662 habitantes (censo de 2021), tendo, por isso, uma densidade populacional de 347,8 hab./km².
A Freguesia de Orgens é constituída pelas localidades de Orgens (sede), Quintela de Orgens, São Martinho de Orgens, Monte Salvado, Travassós de Orgens e Tondelinha de Orgens.

## Localização geográfica
Orgens situa-se no Município de Viseu, sendo uma das 25 freguesias deste município. Faz fronteira com as freguesias de São Cipriano e Vil de Souto (Oeste e Sudoeste), Repeses e São Salvador (Sul), Viseu (Sudeste, Este), Abraveses (Nordeste) e Campo (Norte). Tem uma área total de 8,9 km², integrando a área peri-urbana da cidade. 

## Demografia
A população registada nos censos foi:
| Distribuição da População por Grupos Etários | Distribuição da População por Grupos Etários | Distribuição da População por Grupos Etários | Distribuição da População por Grupos Etários | Distribuição da População por Grupos Etários |
| -------------------------------------------- | -------------------------------------------- | -------------------------------------------- | -------------------------------------------- | -------------------------------------------- |
| Ano                                          | 0-14 Anos                                    | 15-24 Anos                                   | 25-64 Anos                                   | > 65 Anos                                    |
| 2001                                         | 615                                          | 571                                          | 1875                                         | 401                                          |
| 2011                                         | 547                                          | 388                                          | 1949                                         | 605                                          |
| 2021                                         | 503                                          | 400                                          | 1861                                         | 898                                          |

## Etimologia
Num documento notarial de 1145, aparece referenciada a terminologia «Orgenes». Mais tarde em documentos do Séc. XVI (1531) observa-se a designação de «Orges». A zona do Penedo do Perseguido, ficava nos limites de Orgens e era designada de «Pesseguido», de pé seguido, ou seja, caminho estreito, facto que desmistifica a lenda do perseguido. São Martinho de Orgens aparece em documento de 1143 como Saincti Martini (Esteves, PH).
Já Quintela de Orgens teria sido designada como «Quintanela» e «Quintaela» em documentos de 1129 e 1195, respetivamente. Quanto a Travassós de Orgens, era referido em 1123 como «Travazolos», em 1142 como «Travaçolos», e em 1212 como «Travazoos».

## História
Não é conhecido, nem está referênciado na localidade qualquer património Romano, pelo que o seu povoamento terá crescido com grande certeza em data muito posterior aquela civilização, ao que tudo indica com a fundação do Convento em 1407 ou 1410, facto que terá trazido muita gente a instalarem-se nas suas imediações, nomeadamente pedreiros, carpinteiros, almocreves, carreteiros, ferreiros, marceneiros, sapateiros, padeiros, pastores e camponeses, entre outros, os quais aos poucos se foram fixando. Antes da construção do convento, existiam no local pequenos oratórios ou eremitérios, da Ordem dos Dominicanos. Com a construção do edifício passou à observância, e as quintãs e vilares rapidamente cresceram demográficamente (Esteves, PH).
Foi no convento de São Francisco de Orgens que nasceu a Ordem Terceira de São Francisco de Viseu, no dia 1 de Novembro de 1557.
A localidade foi também sede de Almoxarifado de Orgens e Nespereira, no século XVIII.
Outras fontes citam que a localidade seria um Morgadio, pertença de João Pais do Amaral fidalgo da Casa Real e Senhor do Morgado de S. Francisco de Orgens, governador de Viseu na Guerra da Aclamação (Esteves, PH).
A capela de Orgens terá sido construída em 1360, sendo a torre do sino edificada em 1779. Foi igreja matriz até esta passar para o Convento de Orgens.
A festa de Sant'Ana era de arraial e tinha um palco de madeira que em 1925 deu lugar ao coreto de pedra. Este separava os solteiros dos casados, que assim tinham de dançar em lados separados. Realizava-se a 26 de julho de cada ano, e no fim-de-semana a seguir à festa de Sant'Ana, realizava-se a festa de Igreja de Santo António.
Em 1143 o cavaleiro Aragunto Soares fez doação das terras que recebera de D. Afonso Henriques, do casal de Saincti Martini (atual São Martinho de Orgens) ao convento de Santa Cruz de Coimbra para salvação da sua alma.
Em Abril de 1145 Guilherme Guilhermes e suas filhas Maria, outra Maria e Urraca, vendem a Paio Soares e sua mulher Teresa uma vinha e metade de um lagar em Orgens por 11 morabitinos: "... de uma vínea que habemus in territorio Viseo in villa Orgenes" (In Diplomatário da Sé de Viseu; pág 95, 150, 158, 187; L. Ventura e C. Matos; IEM; Coimbra; 2010) (Esteves, PH).
A localidade de Quintela de Orgens (Quintanela) é referida no ano de 1129 numa carta de venda de uma herdade ali localizada: "O presbítero João notou a venda de uma herdade (13 casais) em Quintela de Orgens, feita por Paio Adaúfes e sua mulher a Mem Sandiz e sua mulher por 142 bragais, em Janeiro de 1129". Em Abril de 1195, Rodrigo Anes vende a Soeiro Mendes um quinhão em "Quintaela" (In Diplomatário da Sé de Viseu; pág 22, 112 e 204; L. Ventura e C. Matos; IEM; Coimbra; 2010).
Travassós de Orgens é referenciado em documento de Setembro de 1123, da venda por um Humberto e sua mulher D. Toda a um Paio Oveques, de metade de um casal em "Travazolos". Em 1142 Paio Trastemires e seu irmão Salvador vendem a Godinho e sua mulher Goda uma propriedade em "Travaçolos... mons Crasto de Midu territorio Viseo" por 10 moios. Em Abril de 1212, Pedro Aires e sua mulher Maria Peres vendem a Mem Martins e sua mulher Madre e outros, toda a herdade que têm em «Travazoos».
É também referido em documento de Abril de 1143, em que um Paio Adaúfes juntamente com sua mulher doam ao mosteiro de Santa Cruz de Coimbra tudo o que haviam em Travassós de Orgens, reservando o usufruto vitalício de metade do pão, vinho, linho e serviços, como recompensa com que os cónegos o auxiliaram, pelo mulo e dez morabitinos com que o ajudaram quando foi a Jerusalém e ainda pelos quatro morabitinos que lhe emprestaram para uma Moura. A seu pedido, sua mulher, se não voltasse a casar, ficaria com o usufruto vitalício do bacelo de Travassós e metade da ração dos homens daquela herdade (In Diplomatário da Sé de Viseu, pág. 59).
Já na República, Almeida Moreira, fundador do Museu Grão Vasco, protegido pela policia, veio roubar o espólio do Convento. Os povos da freguesia tocaram os sinos a rebate e armados com forcados, gadanhas e demais alfaias tentaram defender o espólio valiosíssimo que ali se encontrava, composto por belos quadros, imagens de santos e outros objetos de grande valor, que atualmente podem ser admirados no Museu Nacional Gão Vasco.

## Património
- Igreja de São Francisco do Monte ou Convento de São Francisco do Monte de Orgens
- Capela de Santa Ana
- Capela de São Martinho
- Capela de São Macário
- Calçada Romana
- Ponte Mourisca
- Penedo do Perseguido

## Política

### Eleições autárquicas
| Data | %      | V      | %     | V  | %       | V       | %     | V   |
| Data | CDS-PP | CDS-PP | PS    | PS | PPD/PSD | PPD/PSD | IND   | IND |
| ---- | ------ | ------ | ----- | -- | ------- | ------- | ----- | --- |
| 1976 | 40,53  | 4      | 30,42 | 3  | 24,44   | 2       |       |     |
| 1979 | 46,42  | 7      | 21,98 | 3  | 23,17   | 3       |       |     |
| 1982 | 18,01  | 2      | 35,87 | 5  | 38,97   | 6       |       |     |
| 1985 | 18,33  | 2      | 29,71 | 3  | 39,20   | 4       |       |     |
| 1989 | 16,77  | 1      | 37,31 | 4  | 39,70   | 4       |       |     |
| 1993 | 10,27  | 1      | 30,15 | 3  | 52,85   | 5       |       |     |
| 1997 | 3,70   | -      | 54,82 | 6  | 35,43   | 3       |       |     |
| 2001 | 6,09   | -      | 36,52 | 4  | 52,99   | 5       |       |     |
| 2005 | 3,24   | -      | 35,21 | 4  | 49,83   | 5       |       |     |
| 2009 |        |        | 32,64 | 3  | 55,29   | 6       |       |     |
| 2013 | 15,75  | 1      | 24,23 | 3  | 43,96   | 5       |       |     |
| 2017 | 3,24   | -      | 26,33 | 3  | 31,06   | 3       | 31,17 | 3   |